# Plymouth Commercial Car
La Commercial Car è un'autovettura prodotta dalla Plymouth dal 1937 al 1941.

## Storia

### Model PT50 (1937)
La prima serie del modello, a cui fu dato il nome di Model PT50, derivava da furgoni Dodge. Nonostante la somiglianza, tra i modelli dei due marchi non c'erano componenti in comune. Il furgone aveva installato un motore a valvole laterali e sei cilindri in linea da 3.299 cm³ di cilindrata che sviluppava 70 CV di potenza. Il modello era disponibile in versione berlina due porte senza sedili posteriori, familiare tre porte, furgonetta due porte e pick-up due porte. Di questa prima serie ne furono assemblati 14.725 esemplari.

### Model PT57 (1938)
Nel 1938 fu lanciata la seconda serie. I cambiamenti furono principalmente estetici. Fu infatti necessario un aggiornamento per conformare il veicolo agli stilemi delle altre vetture Plymouth lanciate nel 1938. Di questa serie ne furono venduti 6.316 esemplari.

### Model PT81 (1939)
Nel 1939 ci fu un altro aggiornamento estetico. La vettura assomigliava ancora ai corrispondenti modelli Dodge. Il motore e la trasmissione rimasero immutati. Dalla gamma fu tolta la berlina due porte. Di questa serie, ne furono venduti 6.321 esemplari.

### Model PT105 (1940)
Nel 1940 gli aggiornamenti estetici furono minimi. Ciò che cambiò fu il motore. Ora era disponibile un  propulsore da 3.441 cm³ e 79 CV. Di questa serie ne furono prodotti 7.035 esemplari.

### Model PT125 (1941)
Nel 1941 fu aggiornata nuovamente la linea. Il prezzo crebbe in modo significativo. Di questa serie, ne furono assemblati 6.269 esemplari.  